# Khāneh Sarā
Khāneh Sarā (persiska: خونی سَر, Khūnī Sar, خانه سرا) är en ort i Iran.   Den ligger i provinsen Mazandaran, i den norra delen av landet, 130 km nordost om huvudstaden Teheran. Khāneh Sarā ligger 48 meter över havet och antalet invånare är 256.
Terrängen runt Khāneh Sarā är platt åt nordost, men åt sydväst är den kuperad. Runt Khāneh Sarā är det tätbefolkat, med 286 invånare per kvadratkilometer. Närmaste större samhälle är Āmol, 10,7 km väster om Khāneh Sarā. Trakten runt Khāneh Sarā består till största delen av jordbruksmark.